# 666 Ways to Love: Prologue
666 Ways to Love: Prologue es un EP de la banda HIM, publicado en 1996 únicamente en Finlandia. Está producido por Hiili Hiilesmaa y fue grabado en Finnvox, MD and Peacemakers, Helsinki. Este es su primer lanzamiento después de una demo en 1995. Se produjeron 1000 copias. La mujer de la portada es la madre de Ville Valo.

## Lista de canciones
Todas las canciones escritas por Ville Valo, excepto donde se indique.
1. "Stigmata Diaboli" – 2:55
2. "Wicked Game" (Chris Isaak) – 3:56
3. "Dark Secret Love" – 5:19
4. "The Heartless" – 7:25

## Créditos
- Ville Valo – Vocales
- Mikko Lindström – Guitarras
- Mikko Paananen – Bajo
- Juhana “Pätkä” Rantala – Batería

con
- Sanna-June Hyde – Vocales en "Dark Secret Love"
- Hiili Hiilesmaa – Sintetizador en "Dark Sekret Love"

- Datos: Q26201